# Ligue algérienne antirhumatismale
La Ligue algérienne antirhumatismale (LAAR) est une association médicale algérienne visant à promouvoir la rhumatologie, la faire connaître auprès du grand public et contribuer à la formation médicale continue des rhumatologues algériens. Les origines de la ligue remontent à 2000. Sa présidente actuelle est le Pr. Aïcha Ladjouze-Rezig.